# NGC 6568
NGC 6568 ist ein offener Sternhaufen vom Trumpler-Typ III1m im Sternbild Schütze auf der Ekliptik. Er hat eine scheinbare Helligkeit von 8,6 mag und einen Winkeldurchmesser von 12'. Der Haufen ist rund 3.300 Lichtjahre vom Sonnensystem entfernt, sein Alter wird auf 500 Millionen Jahre geschätzt.
Entdeckt wurde das Objekt am 26. Mai 1786 von William Herschel.